# ト・キ・メ・キ・ハート!
「ト・キ・メ・キ・ハート!」(原題:Listen to Your Heart)は、ソニアの楽曲。1枚目のスタジオ・アルバム『エブリバディ・ノウズ』から3枚目のシングルとしてリリースされ、自身2曲目となる全英シングルチャートトップ10入りを果たした。
カップリング曲の「ベター・ザン・エヴァー」（Better Than Ever）はアルバム未収録曲であったが、2010年にリリースされた『エブリバディ・ノウズ』の再発盤にボーナストラックとして収録された。

## 収録曲
海外盤 CDシングル
1. Listen To Your Heart (Extended Mix)
2. Better Than Ever
3. Listen To Your Heart (Instrumental)

日本盤 3" シングル
1. ト・キ・メ・キ・ハート!（12インチ・ヴァージョン）
2. ト・キ・メ・キ・ハート!（シングル・ヴァージョン）
3. ステキな片想い（12インチ・ヴァージョン）